# 亨利之書
是一部2017年美國劇情片，由柯林·崔佛洛執導，娜歐蜜·華茲、傑登·里柏赫、雅各·特倫布雷和李·佩斯主演。主要拍攝於2015年11月完成。
電影由焦點影業發行，並定於2017年6月16日在美國上映。電影發行後口碑與票房表現雙敗，影評界的批評主要集中在影片的劇情曲折、基調變化、崔佛洛的導演，儘管演員陣容和電影的野心得到了一些讚揚。

## 劇情
故事敘述在一個郊區的小城鎮，一名單親母親蘇珊獨力扶養兩名小孩，分別是早熟11歲的男孩亨利和他的弟弟彼得。亨利為了讓鄰居女孩免於繼父的虐待，而自行撰寫了一本拯救她計劃的書。亨利的母親發現了這本書，她決定和彼得將亨利的計劃付諸行動。

## 演員
- 傑登·里柏赫 飾 亨利·卡本特
- 雅各·特倫布雷 飾 彼得·卡本特
- 娜歐蜜·華茲 飾 蘇珊·卡本特[8]
- 狄恩·諾里斯 飾 葛倫·西克萊曼
- 梅狄·齊格勒 飾 克莉絲汀娜·西克萊曼
- 李·佩斯 飾 大衛

## 製作

### 發展
起初，格雷格·赫爾維茲於1998年就已撰寫了《亨利之書》的第一稿劇本。電影被選中成為確定推出的計劃項目，珍奈特·卡恩和西德尼·凱米爾娛樂的西德尼·凱米爾都已加入擔任監製。西德尼·凱米爾娛樂的一名董事認為，讓柯林·崔佛洛執導將是正確的，儘管崔佛洛先被雇用執導《侏羅紀世界》。至2015年初，崔佛洛結束《侏羅紀世界》的工作後，他回來繼續進行《亨利之書》的製作計劃。西德尼·凱米爾娛樂和Double Nickel Entertainment將合作並共同出資電影；電影的監製包括凱米爾、珍奈特·卡恩和亞當·里士曼。而焦點影業則獲得了電影在全球的發行權。

### 拍攝
主體拍攝於2015年9月在紐約市及其周邊地區開始進行，並於11月結束。電影的音樂是由麥可·吉亞奇諾負責，史蒂薇·妮克絲則在電影中唱了一首新歌。

## 外部連結
- 官方网站
- 互联网电影数据库（IMDb）上《亨利之書》的资料（英文）
- 前導預告 （页面存档备份，存于）